# Sistema de clasificación de la Biblioteca Nacional de Medicina de Estados Unidos

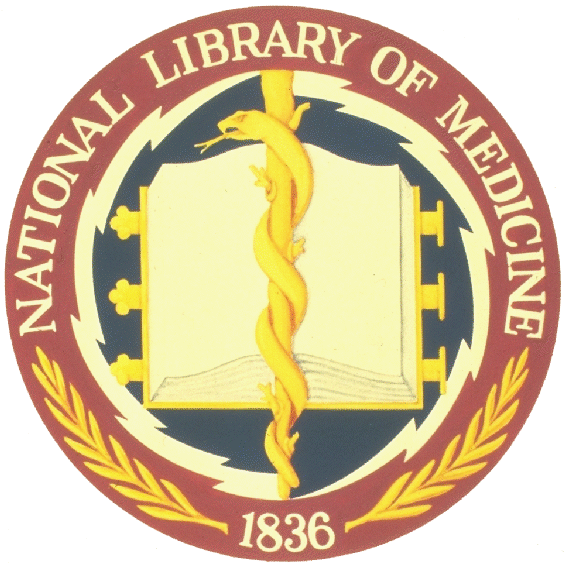
Escudo de la Biblioteca Nacional de Medicina de Estados Unidos.

El sistema de clasificación bibliográfica de la Biblioteca Nacional de Medicina de Estados Unidos es un sistema de clasificación de bibliotecas que abarca principalmente los campos de la medicina y las ciencias básicas preclínicas. Es un sistema de notación mixta, jerárquico y enumerativo. Está desarrollado de forma independiente, pero complementaria y basándose en el modelo de la clasificación de la Biblioteca del Congreso: las letras en orden alfabético denotan categorías temáticas amplias subdivididas por números. Por ejemplo, QW 279 indicaría un libro sobre un aspecto de la microbiología o la inmunología.

## Estructura jerárquica
La parte superior de la jerarquía del sistema clasificatorio son las letras mayúsculas. Denotan categorías temáticas amplias: por ejemplo WE corresponde al Sistema Musculoesquelético y WG al Sistema Cardiovascular. Estos epígrafes se interpretan de manera amplia e incluyen la fisiología, la especialidad o especialidades médicas relacionadas con ellos o las regiones anatómicas. Las letras son subdivididas de manera jerárquica empleando números. Cada rama principal, así como algunas subsecciones, comienzan con un grupo de números de registro que generalmente van del 1 al 49 y que clasifican los materiales por tipo de publicación, por ejemplo, diccionarios, atlas, manuales de laboratorio, etc.
Los códigos alfabéticos de una o dos letras de la clasificación solo emplean una gama limitada de rangos de letras: QS-QZ y W-WZ. Esto permite que el sistema NLM coexista y pueda usarse de manera conjunta de cara a los estándares, ya que ninguno de esos rangos se utiliza en el sistema de la Biblioteca del Congreso. Sin embargo, hay tres códigos preexistentes en el sistema de la biblioteca del congreso que se superponen con el de la Biblioteca Nacional de Medicina: Anatomía Humana (QM), Microbiología (QR) y Medicina (R). Para evitar más confusión, estos tres códigos no se utilizan en la clasificación de la Biblioteca Nacional de Medicina.
Por ejemplo, los temas de dermatología se corresponden con las letras WR en la parte superior de la jerarquía. A su vez, dentro de Dermatología se subdivide en:
- WR 1-105 Obras de referencia. Obras generales
- WR 140-340 Enfermedades de la piel
- WR 345-375 Enfermedades parasitarias de la piel
- WR 390-475 Apéndices de la piel
- WR 500-600 Neoplasias. Úlceras. Dermatitis ocupacional
- WR 650-670 Terapéutica

Al formar parte de la Biblioteca Nacional de Medicina, el sistema de clasificación forma parte del Sistema de Análisis y Recuperación de Literatura Médica (MEDLARS) y se ajusta a los parámetros de Medical Subject Headings - encabezados de temas médicos - (MeSH) en la medida de lo posible. La última revisión de la clasificación se publicó en verano de 2019.

## Resumen de la clasificación[2]
Ciencias preclínicas:
- QS Anatomía humana
- QT Fisiología
- QU Bioquímica
- QV Farmacología
- QW Microbiología e inmunología
- QX Parasitología
- QY Patología clínica
- QZ Patología

Medicina y temas relacionados
- W Medicina general. Profesiones de la salud
- WA Salud pública
- WB Práctica de la Medicina
- WC Enfermedades transmisibles
- WD Trastornos de origen sistémico, metabólico o ambiental, etc.
- WE Sistema musculoesquelético
- WF Sistema respiratorio
- WG Sistema cardiovascular
- WH Sistema linfático
- WI Sistema digestivo
- WJ Sistema urogenital
- WK Sistema endocrino
- WL Sistema nervioso
- WM Psiquiatría
- WN Radiología. Diagnóstico por imagen
- WO Cirugía
- WP Ginecología
- WQ Obstetricia
- WR Dermatología
- WS Pediatría
- WT Geriatría. Enfermedades crónicas
- WU Odontología. Cirugía máxilofacial
- WM Otorrinolaringología
- WW Oftalmología
- WX Hospitales y otros lugares de salud
- WY Enfermería
- WZ Historia de la Medicina. Miscelánea Médica